# Alexandre-Louis Leloir
Pour les articles homonymes, voir Leloir (homonymie).
Alexandre Louis Leloir, né à Paris le 14 mars 1843 et mort le 28 janvier 1884 dans le 17e arrondissement de Paris, est un peintre et illustrateur français.
Il est le fils des peintres Auguste Leloir (1809-1892) et Héloïse Suzanne Colin (1820-1874), et le frère de l'illustrateur Maurice Leloir (1853-1940).

## Biographie

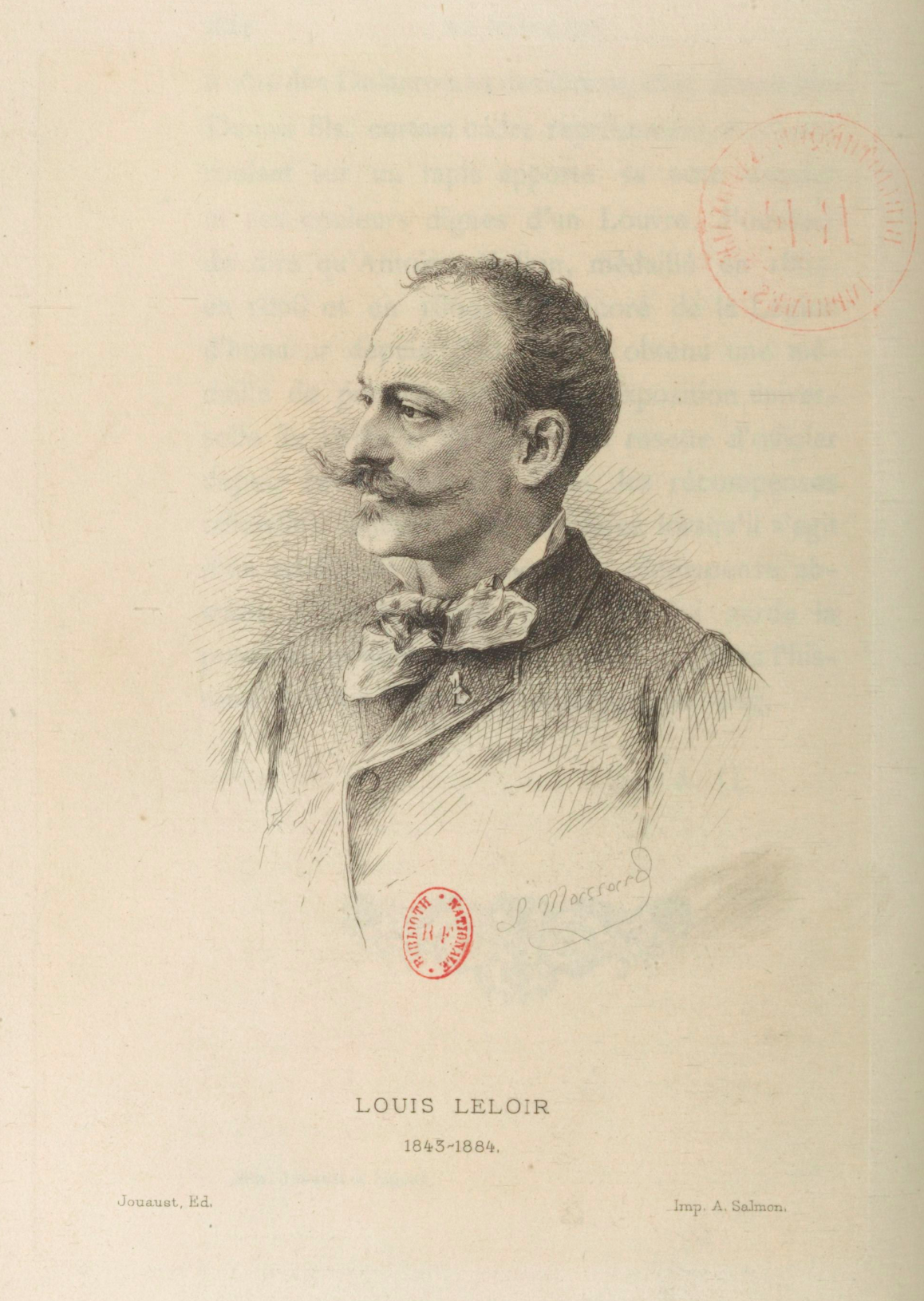
Portrait gravé de Louis Leloir par Léopold Massard, 1884.

Élève de ses parents et de son grand-père Alexandre Colin, Alexandre Louis Leloir entre en 1860 aux Beaux-Arts de Paris et tente à plusieurs reprises de remporter le prix de Rome. Dès 1861, il obtient un premier second grand prix avec La Mort de Priam (Guéret, musée d'Art et d'Archéologie), puis se présente de nouveau en 1862, 1863, et obtient encore une fois un second grand prix en 1864 avec son Homère dans l'île de Scyros (Colmar, musée Unterlinden). Il s'illustre aussi au concours de la demi-figure peinte en 1864. 
Spécialisé dans la peinture d'histoire et la scène de genre, il participe au Salon dès 1863, avec une Scène du massacre des Innocents (Niort, musée Bernard-d'Agesci). Son œuvre La Lutte de Jacob avec l'Ange, présentée au Salon de 1865 et conservée à Clermont-Ferrand au musée d'art Roger-Quilliot, est un exemple de sa virtuosité dans le domaine du grand genre. À partir de 1868, dans la lignée d'Ernest Meissonnier, il oriente sa peinture vers la scène de genre, en puisant son inspiration dans la vie quotidienne médiévale, dans les intérieurs du Grand Siècle, à la manière hollandaise, et dans les scènes orientalistes. Il illustra certaines éditions publiées par Damase Jouaust, et se consacra à plusieurs reprises à l'illustration ; il participe également à la fondation de la Société d'aquarellistes français en 1879. Il est nommé chevalier de la Légion d'honneur en 1876. 

## Œuvres
- La Mort de Priam, 1861, Guéret, musée d'Art et d'Archéologie.
- Véturie aux pieds de Coriolan, 1862, dessin sur calque, Paris, École nationale supérieure des beaux-arts[2].
- Joseph se fait reconnaître par ses frères, 1863, dessin à la pierre noire, Paris, École nationale supérieure des beaux-arts[3].
- Le Massacre des Innocents, 1863, Niort, musée Bernard-d'Agesci.
- Torse ou demi-figure peinte, 1864, huile sur toile, Paris, École nationale supérieure des beaux-arts[4]..
- Homère dans l'île de Scyros, 1864, Colmar, musée Unterlinden.
- Daniel dans la Fosse aux Lions, 1864, autrefois à Douai, musée de la Chartreuse, localisation actuelle inconnue.
- Lutte de Jacob et l'Ange, 1865, Clermont-Ferrand, musée d'Art Roger-Quilliot.
- Baptême des Sauvages aux îles Canaries, 1868, Angers, musée des Beaux-Arts.
- Le Guet-apens, 1869, Paris, Petit Palais.
- Le Choix du dîner, 1872, New-York, Metropolitan Museum of Art.
- Étude pour un personnage de comédie (Mascarille?), dessin, 16 × 10 cm, Gray (Haute-Saône), musée Baron-Martin.
- Les Falaises d'Étretat, aquarelle, 22 × 41 cm, Gray (Haute-Saône), musée Baron-Martin.
- Femme costumée en orientale, aquarelle, 22 × 15 cm, Gray (Haute-Saône), musée Baron-Martin.

Œuvres d'Alexandre Louis Leloir
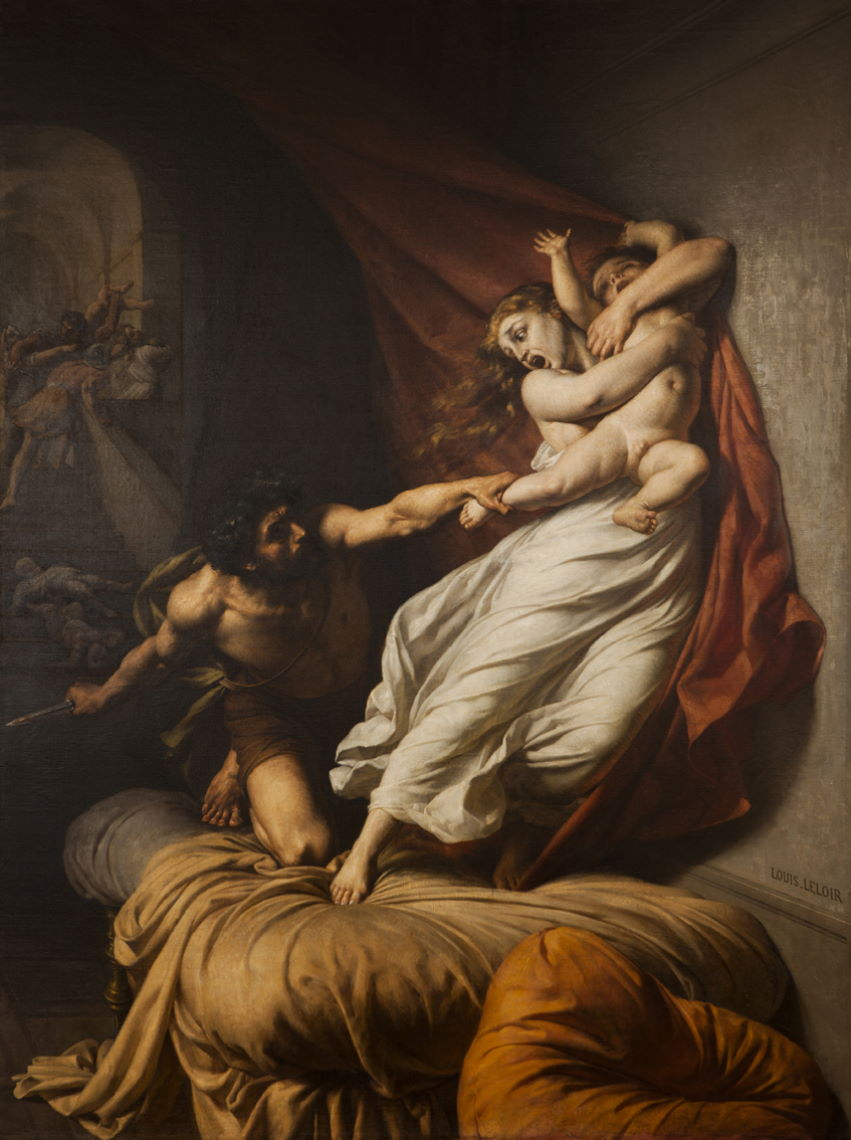
Le Massacre des Innocents (1863), Niort, musée Bernard-d'Agesci.
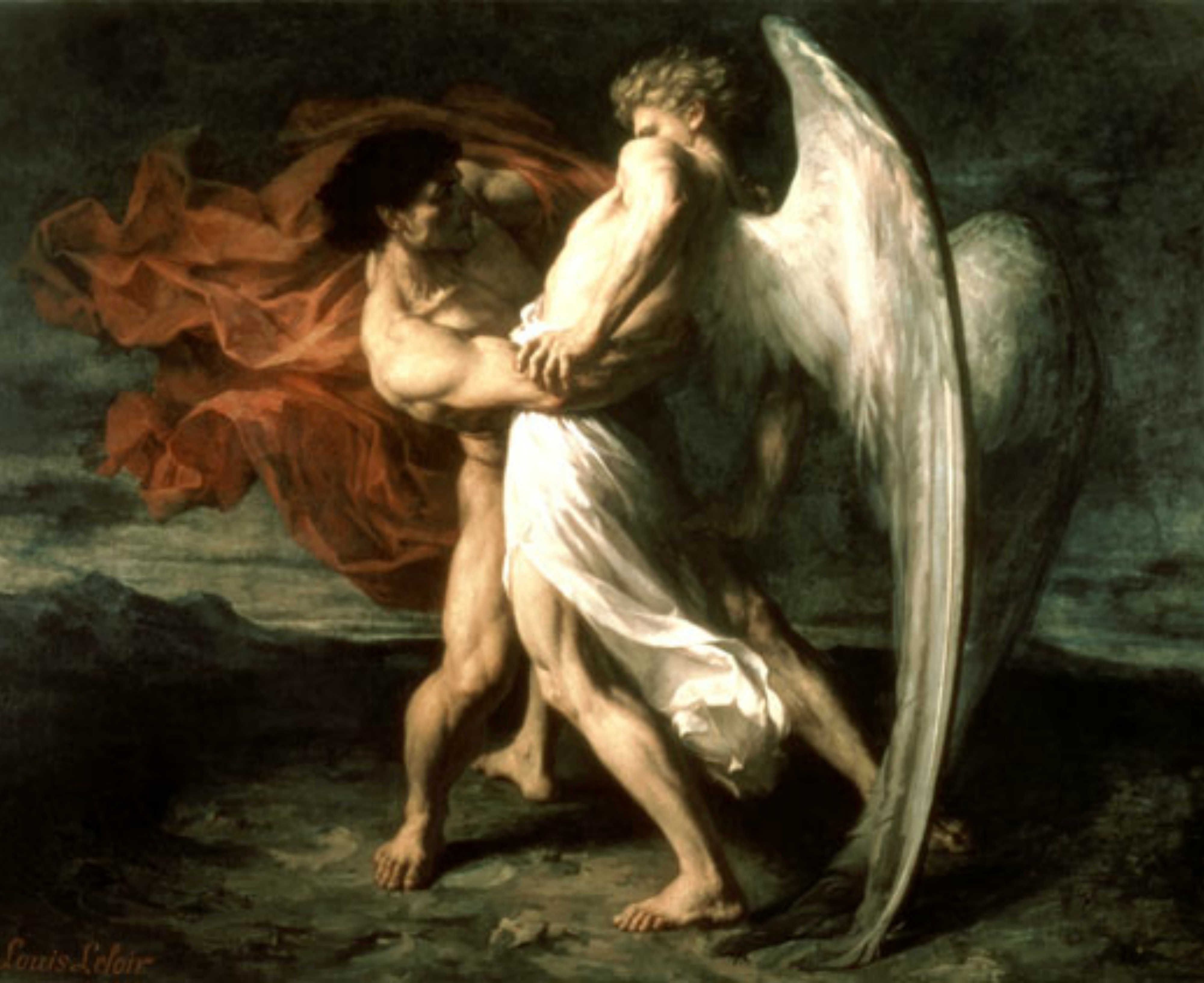
La Lutte de Jacob et l'Ange (1865), Clermont-Ferrand, musée d'Art Roger-Quilliot.
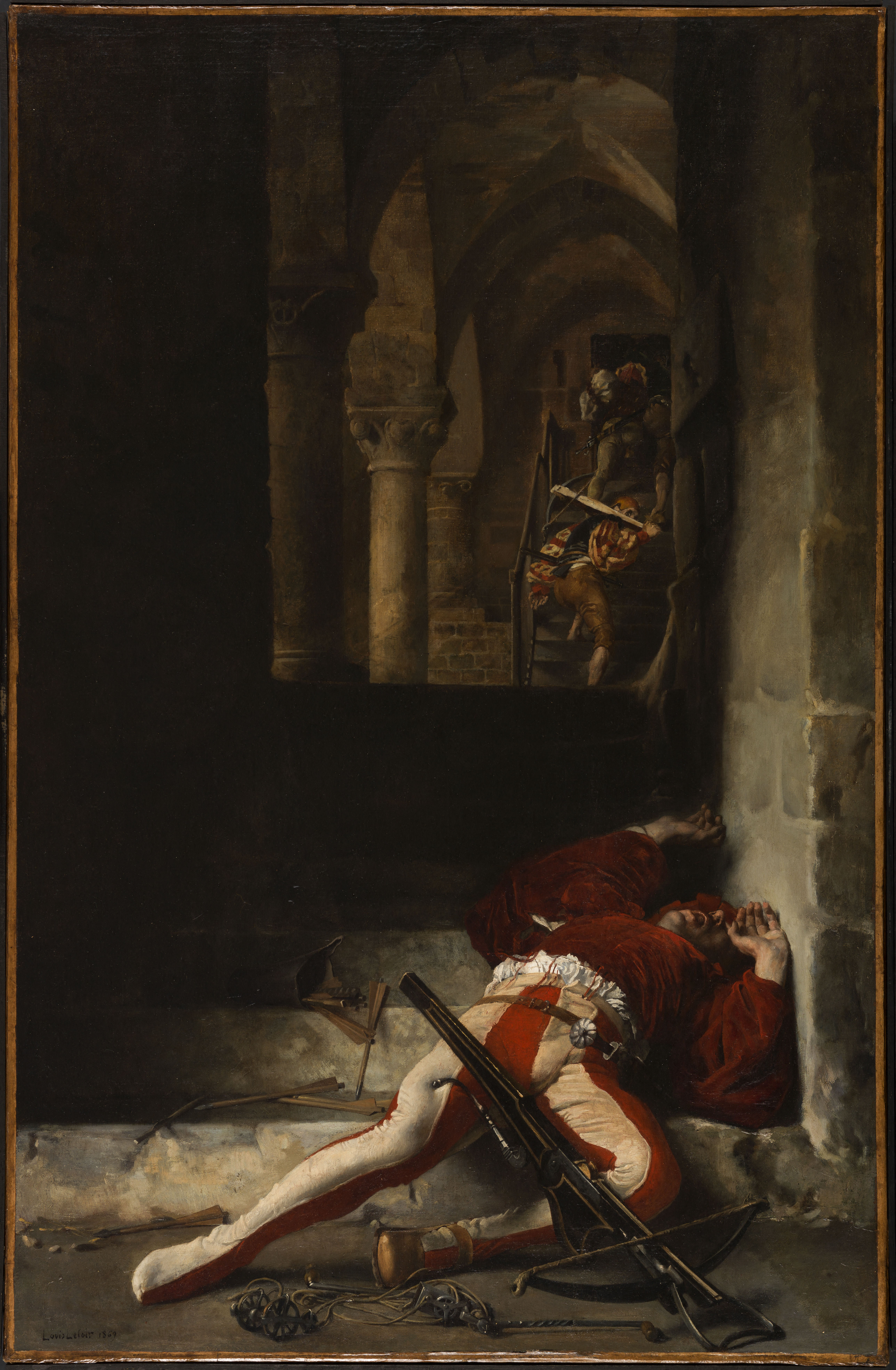
Le Guet-apens (1869), Paris, musée des Beaux-Arts de la ville de Paris.
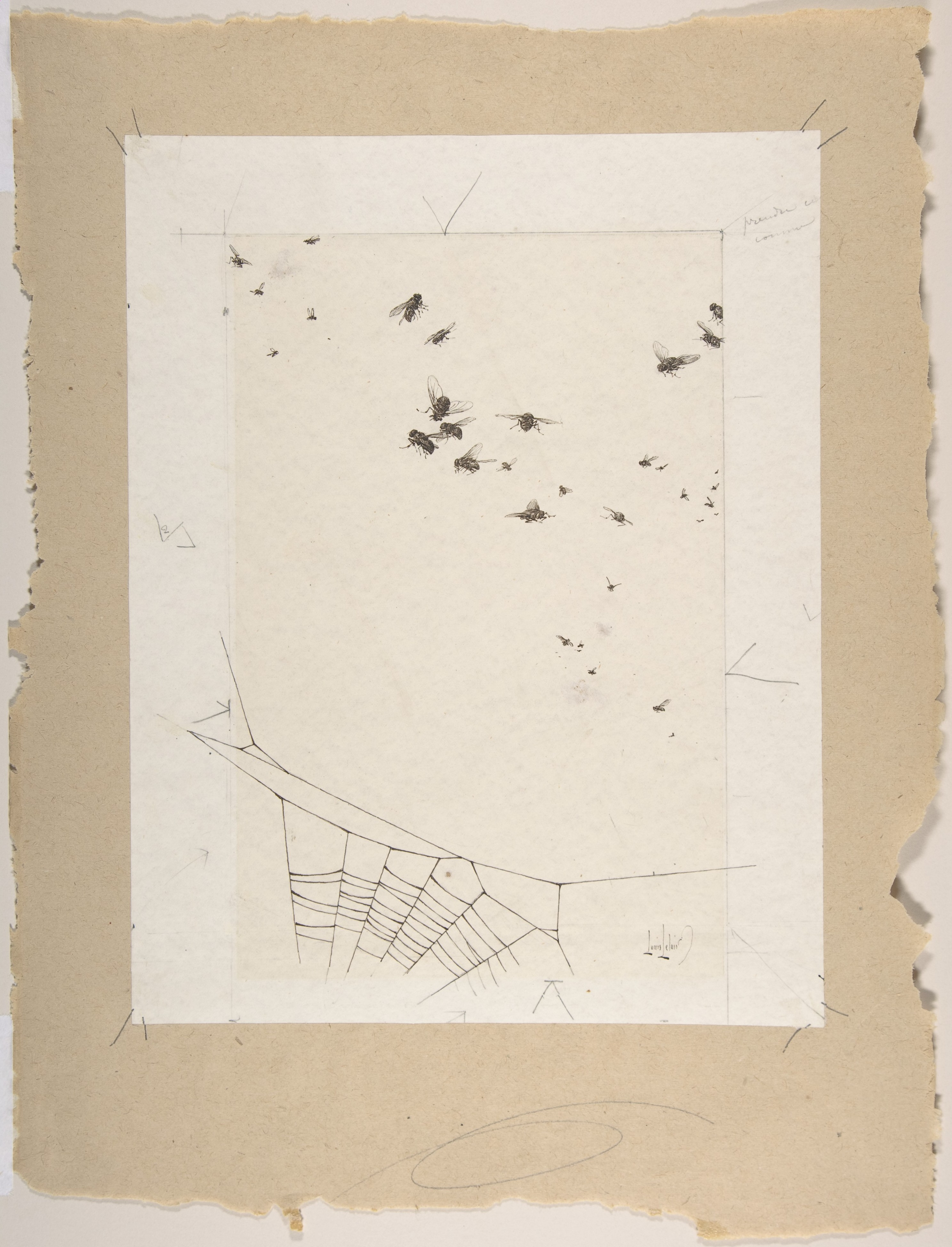
Vol de mouches au-dessus d'une toile d'araignée, encre sur papier, New-York, Metropolitan Museum of Art.